# Бережанський госпітальний округ

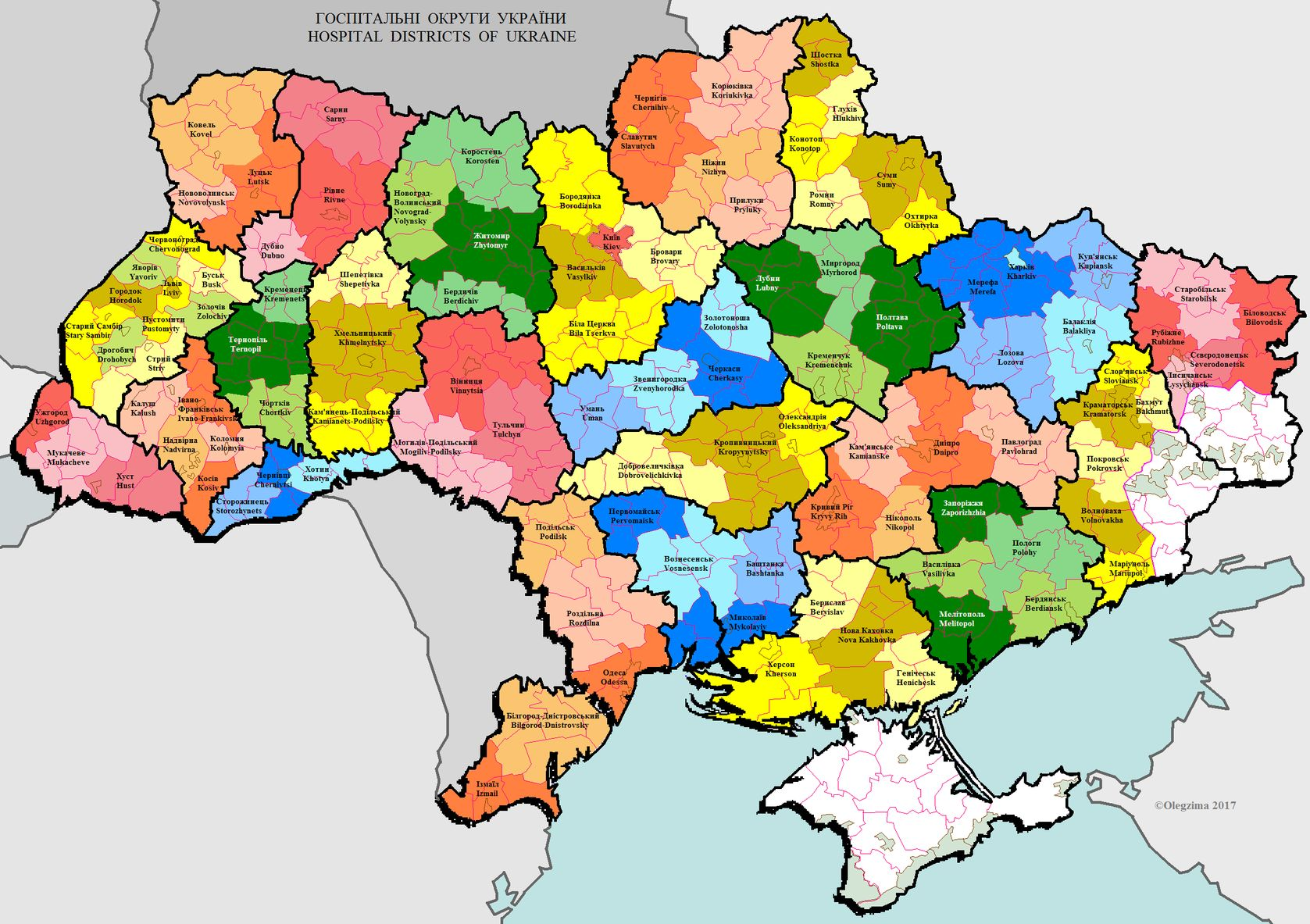
Госпітальні округи України

Бережанський госпітальний округ — госпітальний округ у Тернопільській області.
Заклади охорони здоров'я, розміщені на території:
- м. Бережан
- Бережанського району
- Козівського району
- Монастириського району
- Підгаєцького району
- Зборівського району (крім Залозецької селищної територіальної громади, Гає-Розтоцької, Городищенської, Загір'янської, Кобзарівської, Куровецької, Малашовецької, Мильнівської, Мшанецької, Панасівської, Ренівської, Чернихівської сільських рад)
- Теребовлянського району (Золотниківська сільська територіальна громада)